# Cultural Industries Quarter

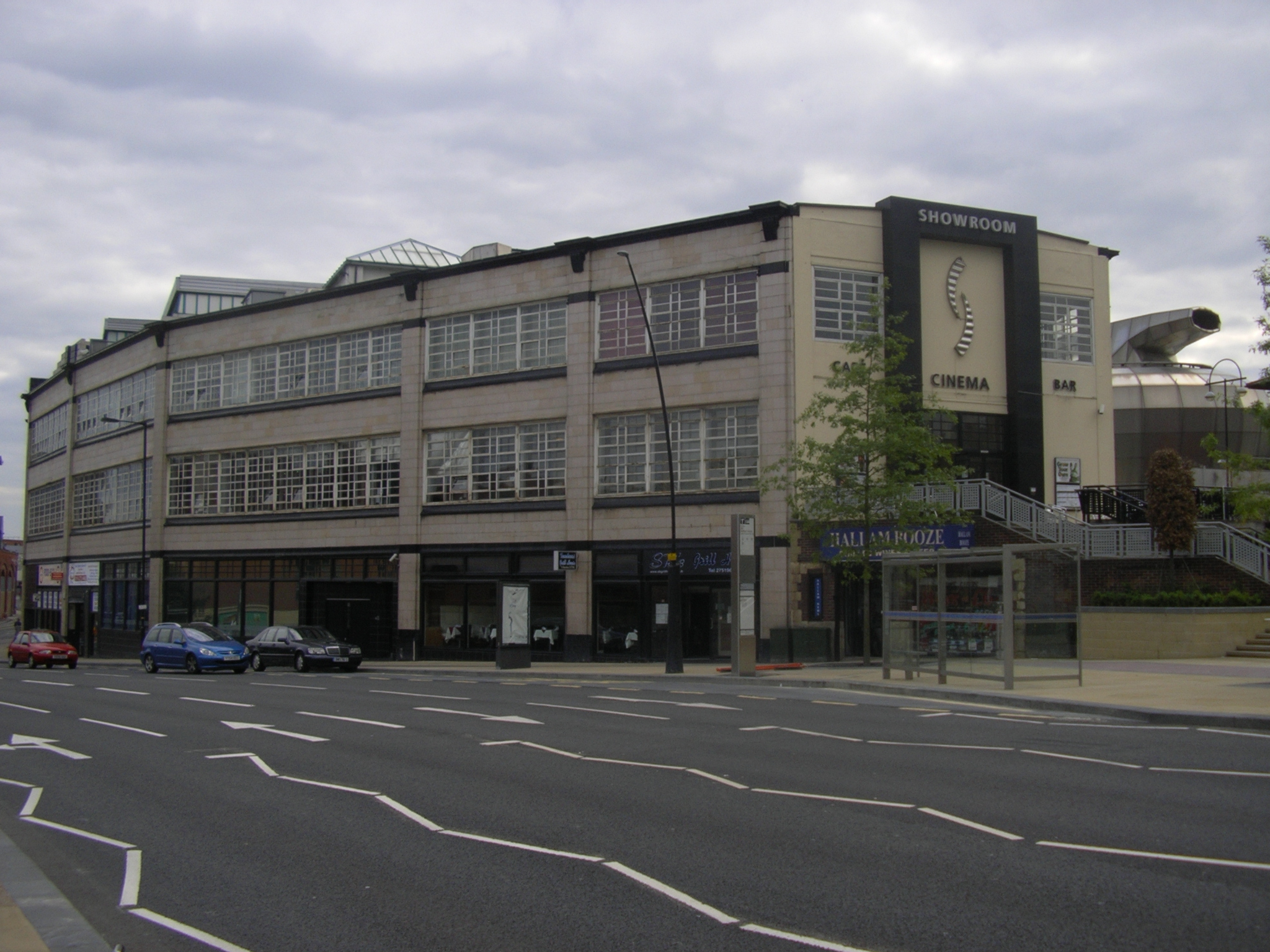
Кинотеатр Showroom Cinema

Cultural Industries Quarter (с англ. — «Квартал культурной промышленности») — район в центре Шеффилда и один из 11 кварталов, обозначенных в «Стратегии развития центра» Шеффилда, принятой в 1994 году. Имеет почти треугольную форму и ограничивается Говард Стрит, Шиф Сквайер и Саффолк Роуд на северо-востоке, Сент-Мэриз Роад на юге, Ийр Стрит и Арандел Гейт на северо-западе и Грэнвилл Скуэйр на юго-востоке. Данное кварталу название отражает замысел по созданию скопления музыкальных, кинематографических и научных предприятий в этом районе.
В районе располагаются следующие предприятия:
- Showroom Cinema, кинотеатр
- Red Tape Music Studios
- Leadmill, ночной клуб и площадка для музыкальных выступлений
- Студенческий союз Университет Шеффилд Холлэм[англ.] (ранее — Национальный центр популярной музыки[англ.])
- Sheffield Institute of Art Gallery[англ.] — выставочная галерея Шеффилдского института искусств
- Sheffield Live[англ.] — местная общественная радио- и телестанция, основанная в 2003 году
- Site Gallery[англ.] — галерея искусств
- Spearmint Rhino[англ.]— стрип-клуб

## Значимые постройки
- Butchers Wheel[англ.]
- Stirling works
- 92 & 92a Arundel Street
- 113 Arundel Street
- Sylvester Works
- Venture Works
- Truro Works
- Columbia Place

## Характерные места
- Arundel Street
- Mary Street